# Fedir Kuruc
Fedir Mychajłowycz Kuruc, ukr. Федір Михайлович Куруц, węg. Ferenc Kuruc, ros. Фёдор Михайлович Куруц, Fiodor Michajłowicz Kuruc (ur. 18 lipca 1910 w Użhorodzie, zm. 7 grudnia 1992 tamże) – ukraiński piłkarz, grający na pozycji obrońcy lub pomocnika, trener i sędzia piłkarski.

## Kariera piłkarska

### Kariera klubowa
Wychowanek UMTE Użhorod (Użhorodzskie Robotnicze Towarzystwo Sportowe), a w 1927 został zaproszony do zespołu swoich marzeń Ruś Użhorod. W 1936 roku klub zdobył mistrzostwo Słowacji i Rusi Podkarpackiej oraz w barażach zdobył awans do najwyższej ligi czechosłowackiej. Jednak po upadku Czechosłowacji mistrzostwa zostały zawieszone. Z przyjściem władzy węgierskiej był jednym z organizatorów klubu sportowego Ruś Chust, w barwach którego występował w grupie północnej Mistrzostw Węgier.

## Kariera trenerska
Karierę szkoleniowca rozpoczął będąc piłkarzem Rusi Chust. Ale jego umiejętności organizacyjne jako lidera wykazały się na jaw dopiero w latach powojennych. W 1947 roku został wybrany na przewodniczącego Rady Regionalnej Towarzystwa „Spartak”. Od 1948 do 1949 trenował Spartak Użhorod, potem pracował na stanowisku dyrektora klubu. Od 1954 do 1955 razem z Karłem Sabo prowadził Spartak Użhorod. Potem przez długi czas pracował jako Zastępca Przewodniczącego Obwodowego Komitetu Sportowego oraz Rady Regionalnej Towarzystwa „Kołos”, był jednym z organizatorów i kierowników Obwodowego Związku Piłki Nożnej oraz Obwodowego Kolegium Sędziów Piłkarskich. Od początku lat 70. do 1988 był przewodniczącym Miejskiej Federacji Piłkarskiej w Użgorodzie.

## Kariera sędziowska
W 1951 rozpoczął arbitraż meczów Wysszej Ligi ZSSR. Jako sędzia liniowy obsługiwał 11 meczów w Wysszej Lidze. Od 1959 do 1962 sędziował 8 meczów jako główny arbiter w Wyższej Lidze. Sędzia kategorii republikańskiej (1953), sędzia kategorii ogólnokrajowej (1956).
Zmarł 7 grudnia 1992 roku w wieku 83 lat.

## Sukcesy i odznaczenia

### Sukcesy piłkarskie
Ruś Użhorod
- mistrz Słowacji: 1936